# Инвертор
 Тази статия е за Инвертор ( трансвертер).  За Логическия елемент инвертор вижте Логически елемент.  
Инвертор или още токопреобразувател (наричан понякога „трансвертер“, на английски: inverter, букв. „обръщач“, от invert ― „обръщам“) в аналоговата електроника е устройство, което преобразува постоянния ток в променлив. Най-често инверторът се използва за преобразуване на постоянно напрежение от 12 V (акумулаторно напрежение в автомобил) в променливо напрежение 230 V за захранване на различни мрежови устройства. Комерсиално се произвежда богата гама от такива устройства с мощности от 150 W (250 VA) до 13000 W (15000 VA) и по-големи. Най-често предаваната променлива мощност се получава от тактово комутиране (чрез мощни транзистори (IGBT) или тиристори) на постоянно напрежение към двете първични намотки на трансформатор. В сърцевината му се получава променливо магнитно поле с честота 50 Hz, благодарение на което във вторичната намотка се индуктира напрежение 230 V. Съвременните инвертори използват метода на широчинно-импулсната модулация, което обяснява добрите изходни мощности. Ефективността на инвертора за различните приложения зависи от формата и качеството на изходния сигнал. Колкото по-близо е до идеална синусоида, толкова по добро е преобразуването на енергията.
Съществуват различни видове инвертори, които са подходящи за различни приложения:
- инвертори за самостоятелно захранване – подходящи за места без централно захранване (в комбинация с фотоволтаици/вятърни генератори). Този тип инвертор работи с акумулатори;
- хибридни инвертори (с вградено зарядно) – за места без или с централно захранване. Някои от тях могат да работят в комбинация или с бензинови, или с дизелови агрегати. Част от тези инвертори (в комбинация с акумулатори) могат да се използват и като UPS системи;
- мрежови инвертори – използват се във фотоволтаични централи;
- честотни инвертори (честотни регулатори) – използват се за управление на двигатели.
- заваръчни инвертори – при тях се понижава напрежението а ампеража се увеличава. Мрежовото напрежение от променливо се преобразува в постоянно напрежение и после с мощен полупродников ключ обикновено IGBT се трансформира със сравнително висока честота през трансформатор с феритна сърцевина която дава висок кпд при малки обем и тегло.